# 巴克蘭奇鎮區 (阿肯色州霍華德縣)
巴克蘭奇鎮區（英語：Buck Range Township）是位於美國阿肯色州霍華德縣的一個行政鎮區。

## 地方資料
巴克蘭奇鎮區的面積為43.69平方千米，當中陸地面積為43.58平方千米，而水域面積為0.11平方千米。根據2010年美國人口普查的數據，當地共有人口243人，而人口密度為每平方千米5.56人。